# Tratado do Espaço Sideral

Ratificação
Signatários
Não partidários

Tratado do Espaço Sideral, ou Tratado do Espaço Exterior, formalmente o Tratado sobre os Princípios que Regem as Atividades dos Estados na Exploração e Uso do Espaço Exterior, incluindo a Lua e Outros Corpos Celestiais, é um tratado multilateral que forma a base da lei espacial internacional. Negociado e redigido sob os auspícios das Nações Unidas, foi aberto para assinatura nos Estados Unidos, Reino Unido e União Soviética em 27 de janeiro de 1967, entrando em vigor em 10 de outubro de 1967. Em maio de 2025, 117 países são partes do tratado, incluindo todas as principais nações com viagens espaciais, enquanto outros 23 são signatários.
O Tratado do Espaço Exterior foi estimulado pelo desenvolvimento de mísseis balísticos intercontinentais (ICBM) na década de 1950, que podiam atingir alvos através do espaço sideral. O lançamento do Sputnik, o primeiro satélite artificial pela União Soviética, em outubro de 1957, e uma subsequente corrida armamentista com os Estados Unidos, apressou as propostas para proibir o uso do espaço exterior para fins militares. Em 17 de outubro de 1963, a Assembleia Geral da ONU aprovou por unanimidade uma resolução proibindo a introdução de armas de destruição em massa no espaço. Várias propostas para um tratado de controle de armas governando o espaço sideral foram debatidas durante uma sessão da Assembleia Geral em dezembro de 1966, culminando na redação e adoção do Tratado do Espaço Exterior em janeiro seguinte.
As principais disposições do Tratado do Espaço Exterior incluem a proibição de armas nucleares no espaço; limitar o uso da Lua e de todos os outros corpos celestes apenas para fins pacíficos; estabelecendo que o espaço deve ser explorado e usado livremente por todas as nações; e impedindo qualquer país de reivindicar soberania sobre o espaço sideral ou qualquer corpo celeste. Embora proíba o estabelecimento de bases militares, o teste de armas e a realização de manobras militares em corpos celestes, o tratado não proíbe expressamente todas as atividades militares no espaço, o estabelecimento de forças espaciais militares ou a colocação de armas convencionais no espaço.
Baseando-se fortemente no Tratado da Antártica de 1961, o Tratado do Espaço Exterior também se concentra na regulamentação de certas atividades e na prevenção da concorrência e exploração irrestritas que podem levar a conflitos. Consequentemente, é amplamente silencioso ou ambíguo em atividades espaciais recentemente desenvolvidas, como mineração lunar e de asteróides. No entanto, o Tratado do Espaço Exterior é o primeiro e mais fundamental instrumento jurídico da legislação espacial, e seus princípios mais amplos que promovem o uso civil e pacífico do espaço continuam a sustentar as iniciativas multilaterais no espaço, como a Estação Espacial Internacional e o Programa Artemis.

## Provisões
O Tratado do Espaço Exterior representa a estrutura jurídica básica do direito internacional do espaço. De acordo com o Escritório da ONU para Assuntos do Espaço Exterior (UNOOSA), os princípios fundamentais do tratado são:
- a exploração e utilização do espaço sideral serão realizadas em benefício e no interesse de todos os países e serão província de toda a humanidade;
- o espaço exterior estará livre para exploração e uso por todos os Estados;
- o espaço sideral não está sujeito à apropriação nacional por reivindicação de soberania, por meio de uso ou ocupação, ou por qualquer outro meio;
- Os Estados não colocarão armas nucleares ou outras armas de destruição em massa em órbita ou sobre corpos celestes, nem as estacionarão no espaço sideral de qualquer outra maneira;
- a Lua e outros corpos celestes serão usados exclusivamente para fins pacíficos;
- os astronautas devem ser considerados enviados da humanidade;
- Os Estados serão responsáveis pelas atividades espaciais nacionais, sejam elas realizadas por entidades governamentais ou não governamentais;
- Os Estados serão responsáveis pelos danos causados por seus objetos espaciais; e
- Os Estados devem evitar a contaminação prejudicial do espaço e dos corpos celestes.

Entre seus princípios, ele proíbe os estados signatários do tratado de colocar armas de destruição em massa na órbita da Terra, instalá-las na Lua ou em qualquer outro corpo celeste, ou de qualquer outra forma posicioná-las no espaço sideral. Limita especificamente o uso da Lua e de outros corpos celestes para fins pacíficos e proíbe expressamente seu uso para testar armas de qualquer tipo, conduzir manobras militares ou estabelecer bases, instalações e fortificações militares (Artigo IV). No entanto, o tratado não proíbe a colocação de armas convencionais em órbita e, portanto, algumas táticas de ataque altamente destrutivas, como o bombardeio cinético, ainda são potencialmente permitidos. Além disso, o tratado permite explicitamente o uso de militares recursos pessoais e para apoiar usos pacíficos do espaço, espelhando uma prática comum permitido pelo Tratado da Antártida sobre aquele continente. O tratado também afirma que a exploração do espaço exterior deve ser feita para beneficiar todos os países e que o espaço deve ser gratuito para exploração e uso por todos os Estados.
O Artigo II do tratado proíbe explicitamente qualquer governo de reivindicar um corpo celeste como a Lua ou um planeta como seu próprio território, seja por declaração, ocupação ou "qualquer outro meio". No entanto, o estado que lança um objeto espacial, como um satélite ou estação espacial, retém a jurisdição e o controle sobre esse objeto; por extensão, um estado também é responsável pelos danos causados por seu objeto espacial.

### Aplicabilidade no século XXI
Sendo principalmente um tratado de controle de armas para o uso pacífico do espaço sideral, o Tratado do Espaço Exterior oferece regulamentos limitados e ambíguos para atividades espaciais mais recentes, como mineração lunar e de asteróides. Portanto, discute-se se a extração de recursos se enquadra na linguagem proibitiva de apropriação, ou se o uso de tais recursos engloba o uso e a exploração comercial.
Buscando diretrizes mais claras, as empresas privadas dos EUA pressionaram o governo dos EUA, que em 2015 introduziu a Lei de Competitividade de Lançamento de Espaço Comercial dos EUA de 2015, legalizando a mineração espacial. Legislação nacional semelhante para legalizar a apropriação de recursos extraterrestres está agora sendo introduzida por outros países, incluindo Luxemburgo, Japão, China, Índia e Rússia. Isso criou alguma controvérsia em relação às reivindicações legais sobre a mineração de corpos celestes com fins lucrativos.

### Responsabilidade pelas atividades no espaço
O Artigo VI do Tratado do Espaço Sideral trata da responsabilidade internacional, declarando que "as atividades de entidades não governamentais no espaço sideral, incluindo a Lua e outros corpos celestes, devem requerer autorização e supervisão contínua do respectivo Estado Parte do Tratado" e que os Estados Partes deverão assumir responsabilidade internacional pelas atividades espaciais nacionais, sejam elas realizadas por entidades governamentais ou não governamentais.
Como resultado das discussões decorrentes do Projeto West Ford em 1963, uma cláusula de consulta foi incluída no Artigo IX do Tratado do Espaço Exterior: "Um Estado Parte do Tratado que tem motivos para acreditar que uma atividade ou experimento planejado por outro Estado Parte em o espaço sideral, incluindo a Lua e outros corpos celestes, causaria interferência potencialmente prejudicial com atividades na exploração pacífica e uso do espaço sideral, incluindo a Lua e outros corpos celestes, pode solicitar consulta sobre a atividade ou experimento".

## Influência na lei espacial
Como o primeiro instrumento jurídico internacional a respeito do espaço, o Tratado do Espaço Sideral é considerado a "pedra angular" da legislação espacial. Foi também a primeira grande conquista das Nações Unidas nesta área do direito, após a adoção da primeira resolução da Assembleia Geral da ONU sobre o espaço em 1958, e a primeira reunião do Comitê da ONU sobre os Usos Pacíficos do Espaço Exterior (COPUOS) no ano seguinte.
Cerca de uma década após a entrada em vigor do tratado, vários outros tratados foram negociados pela ONU para desenvolver ainda mais a estrutura legal para atividades no espaço:
- Acordo de resgate (1968)
- Convenção de Responsabilidade Espacial (1972)
- Convenção de registro (1976)
- Tratado da Lua (1979)

Com exceção do Tratado da Lua, do qual apenas 18 nações são signatárias, todos os outros tratados sobre leis espaciais foram ratificados pela maioria das grandes nações que fazem viagens espaciais (a saber, aquelas capazes de voos espaciais orbitais). COPUOS coordena esses tratados e outras questões de jurisdição espacial, auxiliado pelo Escritório da ONU para Assuntos do Espaço Exterior.

## Lista das partes
O Tratado do Espaço Exterior foi aberto para assinatura nos Estados Unidos, no Reino Unido e na União Soviética em 27 de janeiro de 1967 e entrou em vigor em 10 de outubro de 1967. Em maio de 2025, 117 países são partes do tratado, enquanto outros 23 assinaram o tratado, mas não concluíram a ratificação.
Várias datas indicam os diferentes dias em que os estados enviaram suas assinaturas ou depoimentos, que variaram de acordo com o local: (L) para Londres, (M) para Moscou e (W) para Washington, DC Também é indicado se o estado se tornou parte por forma de assinatura e subsequente ratificação, por adesão ao tratado após seu encerramento para assinatura, ou por sucessão de Estados após a separação de alguma outra parte do tratado.
| Estado                   | Assinado                                                                                | Depositado                                                                            | Método                           |
| ------------------------ | --------------------------------------------------------------------------------------- | ------------------------------------------------------------------------------------- | -------------------------------- |
| Afeganistão              | - 27 de janeiro de 1967 (W) - 30 de janeiro de 1967 (M)                                 | - 17 de março de 1988 (L, M) - 21 de março de 1988 (W)                                | Ratificação                      |
| Argélia                  |                                                                                         | 27 de janeiro de 1992 (W)                                                             | Adesão                           |
| Antigua e Barbuda        |                                                                                         | - 16 de novembro de 1988 (W) - 26 de dezembro de 1988 (M) - 26 de janeiro de 1989 (L) | Sucessão do Reino Unido          |
| Argentina                | - 27 de janeiro de 1967 (W) - 18 de abril de 1967 (M)                                   | 26 de março de 1969 (M, W)                                                            | Ratificação                      |
| Armênia                  |                                                                                         | 28 de março de 2018 (M)                                                               | Adesão                           |
| Austrália                | 27 de janeiro de 1967 (W)                                                               | 10 de outubro de 1967 (L, M, W)                                                       | Ratificação                      |
| Áustria                  | 20 de fevereiro de 1967 (L, M, W)                                                       | 26 de fevereiro de 1968 (L, M, W)                                                     | Ratificação                      |
| Azerbaijão               |                                                                                         | 9 de setembro de 2015 (L)                                                             | Adesão                           |
| Bahamas                  |                                                                                         | - 11 de agosto de 1976 (L) - 13 de agosto de 1976 (W) - 30 de agosto de 1976 (M)      | Sucessão do Reino Unido          |
| Bahrain                  |                                                                                         | 7 de agosto de 2019 (M)                                                               | Adesão                           |
| Bangladesh               |                                                                                         | - 14 de janeiro de 1986 (L) - 17 de janeiro de 1986 (W) - 24 de janeiro de 1986 (M)   | Adesão                           |
| Barbados                 |                                                                                         | 12 de setembro de 1968 (W)                                                            | Adesão                           |
| Bielo-Rússia             | 10 de fevereiro de 1967 (M)                                                             | 31 de outubro de 1967 (M)                                                             | Ratificação                      |
| Bélgica                  | - 27 de janeiro de 1967 (L, M) - 2 de fevereiro de 1967 (W)                             | - 30 de março de 1973 (W) - 31 de março de 1973 (L, M)                                | Ratificação                      |
| Benin                    |                                                                                         | - 19 de junho de 1986 (M) - 2 de julho de 1986 (L) - 7 de julho de 1986 (W)           | Adesão                           |
| Bósnia e Herzegovina     |                                                                                         | - 29 de setembro de 2020 (L)                                                          | Adesão                           |
| Brasil                   | - 30 de janeiro de 1967 (M) - 2 de fevereiro de 1967 (L, W)                             | 5 de março de 1969 (L, M, W)                                                          | Ratificação                      |
| Bulgária                 | 27 de janeiro de 1967 (L, M, W)                                                         | - 28 de março de 1967 (M) - 11 de abril de 1967 (W) - 19 de abril de 1967 (L)         | Ratificação                      |
| Burkina Faso             | 3 de março de 1967 (W)                                                                  | 18 de junho de 1968 (W)                                                               | Ratificação                      |
| Canadá                   | 27 de janeiro de 1967 (L, M, W)                                                         | 10 de outubro de 1967 (L, M, W)                                                       | Ratificação                      |
| Chile                    | - 27 de janeiro de 1967 (W) - 3 de fevereiro de 1967 (L) - 20 de fevereiro de 1967 (M)  | 8 de outubro de 1981 (W)                                                              | Ratificação                      |
| China                    |                                                                                         | - 30 de dezembro de 1983 (W) - 6 de janeiro de 1984 (M) - 12 de janeiro de 1984 (L)   | Adesão                           |
| Cuba                     |                                                                                         | 3 de junho de 1977 (M)                                                                | Adesão                           |
| Chipre                   | - 27 de janeiro de 1967 (W) - 15 de fevereiro de 1967 (M) - 16 de fevereiro de 1967 (L) | - 5 de julho de 1972 (L, W) - 20 de setembro de 1972 (M)                              | Ratificação                      |
| República Checa          |                                                                                         | - 1 de janeiro de 1993 (M, W) - 29 de setembro de 1993 (L)                            | Sucessão da Tchecoslováquia      |
| Dinamarca                | 27 de janeiro de 1967 (L, M, W)                                                         | 10 de outubro de 1967 (L, M, W)                                                       | Ratificação                      |
| República Dominicana     | 27 de janeiro de 1967 (W)                                                               | 21 de novembro de 1968 (W)                                                            | Ratificação                      |
| Equador                  | - 27 de janeiro de 1967 (W) - 16 de maio de 1967 (L) - 7 de junho de 1967 (M)           | 7 de março de 1969 (W)                                                                | Ratificação                      |
| Egito                    | 27 de janeiro de 1967 (M, W)                                                            | - 10 de outubro de 1967 (W) - 23 de janeiro de 1968 (M)                               | Ratificação                      |
| El Salvador              | 27 de janeiro de 1967 (W)                                                               | 15 de janeiro de 1969 (W)                                                             | Ratificação                      |
| Guiné Equatorial         |                                                                                         | 16 de janeiro de 1989 (M)                                                             | Adesão                           |
| Estônia                  |                                                                                         | 19 de abril de 2010 (M)                                                               | Adesão                           |
| Fiji                     |                                                                                         | - 18 de julho de 1972 (W) - 14 de agosto de 1972 (L) - 29 de agosto de 1972 (M)       | Sucessão do Reino Unido          |
| Finlândia                | 27 de janeiro de 1967 (L, M, W)                                                         | 12 de julho de 1967 (L, M, W)                                                         | Ratificação                      |
| França                   | 25 de setembro de 1967 (L, M, W)                                                        | 5 de agosto de 1970 (L, M, W)                                                         | Ratificação                      |
| Alemanha                 | 27 de janeiro de 1967 (L, M, W)                                                         | 10 de fevereiro de 1971 (L, W)                                                        | Ratificação                      |
| Grécia                   | 27 de janeiro de 1967 (W)                                                               | 19 de janeiro de 1971 (L)                                                             | Ratificação                      |
| Guiné-bissau             |                                                                                         | 20 de agosto de 1976 (M)                                                              | Adesão                           |
| Hungria                  | 27 de janeiro de 1967 (L, M, W)                                                         | 26 de junho de 1967 (L, M, W)                                                         | Ratificação                      |
| Islândia                 | 27 de janeiro de 1967 (L, M, W)                                                         | 5 de fevereiro de 1968 (L, M, W)                                                      | Ratificação                      |
| Índia                    | 3 de março de 1967 (L, M, W)                                                            | 18 de janeiro de 1982 (L, M, W)                                                       | Ratificação                      |
| Indonésia                | - 27 de janeiro de 1967 (W) - 30 de janeiro de 1967 (M) - 14 de fevereiro de 1967 (L)   | 25 de junho de 2002 (L)                                                               | Ratificação                      |
| Iraque                   | - 27 de fevereiro de 1967 (L, W) - 9 de março de 1967 (M)                               | - 4 de dezembro de 1968 (M) - 23 de setembro de 1969 (L)                              | Ratificação                      |
| Irlanda                  | 27 de janeiro de 1967 (L, W)                                                            | - 17 de julho de 1968 (W) - 19 de julho de 1968 (L)                                   | Ratificação                      |
| Israel                   | 27 de janeiro de 1967 (L, M, W)                                                         | - 18 de fevereiro de 1977 (W) - 1 de março de 1977 (L) - 4 de abril de 1977 (M)       | Ratificação                      |
| Itália                   | 27 de janeiro de 1967 (L, M, W)                                                         | 4 de maio de 1972 (L, M, W)                                                           | Ratificação                      |
| Jamaica                  | 29 de junho de 1967 (L, M, W)                                                           | - 6 de agosto de 1970 (W) - 10 de agosto de 1970 (L) - 21 de agosto de 1970 (M)       | Ratificação                      |
| Japão                    | 27 de janeiro de 1967 (L, M, W)                                                         | 10 de outubro de 1967 (L, M, W)                                                       | Ratificação                      |
| Cazaquistão              |                                                                                         | 11 de junho de 1998 (M)                                                               | Adesão                           |
| Quênia                   |                                                                                         | 19 de janeiro de 1984 (L)                                                             | Adesão                           |
| Coréia do Norte          |                                                                                         | 5 de março de 2009 (M)                                                                | Adesão                           |
| Coreia do Sul            | 27 de janeiro de 1967 (W)                                                               | 13 de outubro de 1967 (W)                                                             | Ratificação                      |
| Kuwait                   |                                                                                         | - 7 de junho de 1972 (W) - 20 de junho de 1972 (L) - 4 de julho de 1972 (M)           | Adesão                           |
| Laos                     | - 27 de janeiro de 1967 (W) - 30 de janeiro de 1967 (L) - 2 de fevereiro de 1967 (M)    | - 27 de novembro de 1972 (M) - 29 de novembro de 1972 (W) - 15 de janeiro de 1973 (L) | Ratificação                      |
| Líbano                   | 23 de fevereiro de 1967 (L, M, W)                                                       | - 31 de março de 1969 (L, M) - 30 de junho de 1969 (W)                                | Ratificação                      |
| Líbia                    |                                                                                         | 3 de julho de 1968 (W)                                                                | Adesão                           |
| Lituânia                 |                                                                                         | 25 de março de 2013 (W)                                                               | Adesão                           |
| Luxemburgo               | - 27 de janeiro de 1967 (M, W) - 31 de janeiro de 1967 (L)                              | 17 de janeiro de 2006 (L, M, W)                                                       | Ratificação                      |
| Madagáscar               |                                                                                         | 22 de agosto de 1968 (W)                                                              | Adesão                           |
| Mali                     |                                                                                         | 11 de junho de 1968 (M)                                                               | Adesão                           |
| Malta                    |                                                                                         | 22 de maio de 2017 (L)                                                                | Adesão                           |
| Maurício                 |                                                                                         | - 7 de abril de 1969 (W) - 21 de abril de 1969 (L) - 13 de maio de 1969 (M)           | Sucessão do Reino Unido          |
| México                   | 27 de janeiro de 1967 (L, M, W)                                                         | 31 de janeiro de 1968 (L, M, W)                                                       | Ratificação                      |
| Mongólia                 | 27 de janeiro de 1967 (M)                                                               | 10 de outubro de 1967 (M)                                                             | Ratificação                      |
| Marrocos                 |                                                                                         | - 21 de dezembro de 1967 (L, M) - 22 de dezembro de 1967 (W)                          | Adesão                           |
| Myanmar                  | 22 de maio de 1967 (L, M, W)                                                            | 18 de março de 1970 (L, M, W)                                                         | Ratificação                      |
| Nepal                    | - 3 de fevereiro de 1967 (M, W) - 6 de fevereiro de 1967 (L)                            | - 10 de outubro de 1967 (L) - 16 de outubro de 1967 (M) - 22 de novembro de 1967 (W)  | Ratificação                      |
| Holanda                  | 10 de fevereiro de 1967 (L, M, W)                                                       | 10 de outubro de 1969 (L, M, W)                                                       | Ratificação                      |
| Nova Zelândia            | 27 de janeiro de 1967 (L, M, W)                                                         | 31 de maio de 1968 (L, M, W)                                                          | Ratificação                      |
| Nicarágua                | - 27 de janeiro de 1967 (W) - 13 de fevereiro de 1967 (L)                               | - 30 de junho de 2017 (W) - 10 de agosto de 2017 (M) - 14 de agosto de 2017 (L)       | Ratificação                      |
| Níger                    | 1 de fevereiro de 1967 (W)                                                              | - 17 de abril de 1967 (L) - 3 de maio de 1967 (W)                                     | Ratificação                      |
| Nigéria                  |                                                                                         | 14 de novembro de 1967 (L)                                                            | Adesão                           |
| Noruega                  | 3 de fevereiro de 1967 (L, M, W)                                                        | 1 de julho de 1969 (L, M, W)                                                          | Ratificação                      |
| Paquistão                | 12 de setembro de 1967 (L, M, W)                                                        | 8 de abril de 1968 (L, M, W)                                                          | Ratificação                      |
| Papua Nova Guiné         |                                                                                         | - 27 de outubro de 1980 (L) - 13 de novembro de 1980 (M) - 16 de março de 1981 (W)    | Sucessão da Austrália            |
| Paraguai                 |                                                                                         | 22 de dezembro de 2016 (L)                                                            | Adesão                           |
| Peru                     | 30 de junho de 1967 (W)                                                                 | - 28 de fevereiro de 1979 (M) - 1 de março de 1979 (L) - 21 de março de 1979 (W)      | Ratificação                      |
| Polônia                  | 27 de janeiro de 1967 (L, M, W)                                                         | 30 de janeiro de 1968 (L, M, W)                                                       | Ratificação                      |
| Portugal                 |                                                                                         | 29 de maio de 1996 (L)                                                                | Adesão                           |
| Catar                    |                                                                                         | 13 de março de 2012 (W)                                                               | Adesão                           |
| Romênia                  | 27 de janeiro de 1967 (L, M, W)                                                         | 9 de abril de 1968 (L, M, W)                                                          | Ratificação                      |
| Rússia                   | 27 de janeiro de 1967 (L, M, W)                                                         | 10 de outubro de 1967 (L, M, W)                                                       | Ratificação como União Soviética |
| São Vicente e Granadinas |                                                                                         | 13 de maio de 1999 (L)                                                                | Sucessão do Reino Unido          |
| San Marino               | - 21 de abril de 1967 (W) - 24 de abril de 1967 (L) - 6 de junho de 1967 (M)            | - 29 de outubro de 1968 (W) - 21 de novembro de 1968 (M) - 3 de fevereiro de 1969 (L) | Ratificação                      |
| Arábia Saudita           |                                                                                         | 17 de dezembro de 1976 (W)                                                            | Adesão                           |
| Seychelles               |                                                                                         | 5 de janeiro de 1978 (L)                                                              | Adesão                           |
| Serra Leoa               | - 27 de janeiro de 1967 (L, M) - 16 de maio de 1967 (W)                                 | - 13 de julho de 1967 (M) - 14 de julho de 1967 (W) - 25 de outubro de 1967 (L)       | Ratificação                      |
| Cingapura                |                                                                                         | 10 de setembro de 1976 (L, M, W)                                                      | Adesão                           |
| Eslováquia               |                                                                                         | - 1 de janeiro de 1993 (M, W) - 17 de maio de 1993 (L)                                | Sucessão da Tchecoslováquia      |
| Eslovênia                |                                                                                         | 8 de fevereiro de 2019 (L)                                                            | Adesão                           |
| África do Sul            | 1 de março de 1967 (W)                                                                  | - 30 de setembro de 1968 (W) - 8 de outubro de 1968 (L) - 14 de novembro de 1968 (M)  | Ratificação                      |
| Espanha                  |                                                                                         | - 27 de novembro de 1968 (L) - 7 de dezembro de 1968 (W)                              | Adesão                           |
| Sri Lanka                | 10 de março de 1967 (L)                                                                 | 18 de novembro de 1986 (L, M, W)                                                      | Ratificação                      |
| Suécia                   | 27 de janeiro de 1967 (L, M, W)                                                         | 11 de outubro de 1967 (L, M, W)                                                       | Ratificação                      |
| Suíça                    | - 27 de janeiro de 1967 (L, W) - 30 de janeiro de 1967 (M)                              | 18 de dezembro de 1969 (L, M, W)                                                      | Ratificação                      |
| Síria                    |                                                                                         | 19 de novembro de 1968 (M)                                                            | Adesão                           |
| Tailândia                | 27 de janeiro de 1967 (L, M, W)                                                         | - 5 de setembro de 1968 (L) - 9 de setembro de 1968 (M) - 10 de setembro de 1968 (W)  | Ratificação                      |
| Togo                     | 27 de janeiro de 1967 (W)                                                               | 26 de junho de 1989 (W)                                                               | Ratificação                      |
| Tonga                    |                                                                                         | - 22 de junho de 1971 (M) - 7 de julho de 1971 (L, W)                                 | Sucessão do Reino Unido          |
| Tunísia                  | - 27 de janeiro de 1967 (L, W) - 15 de fevereiro de 1967 (M)                            | - 28 de março de 1968 (L) - 4 de abril de 1968 (M) - 17 de abril de 1968 (W)          | Ratificação                      |
| Turquia                  | 27 de janeiro de 1967 (L, M, W)                                                         | 27 de março de 1968 (L, M, W)                                                         | Ratificação                      |
| Uganda                   |                                                                                         | 24 de abril de 1968 (W)                                                               | Adesão                           |
| Ucrânia                  | 10 de fevereiro de 1967 (M)                                                             | 31 de outubro de 1967 (M)                                                             | Ratificação                      |
| Emirados Árabes Unidos   |                                                                                         | 4 de outubro de 2000 (W)                                                              | Adesão                           |
| Reino Unido              | 27 de janeiro de 1967 (L, M, W)                                                         | 10 de outubro de 1967 (L, M, W)                                                       | Ratificação                      |
| Estados Unidos           | 27 de janeiro de 1967 (L, M, W)                                                         | 10 de outubro de 1967 (L, M, W)                                                       | Ratificação                      |
| Uruguai                  | - 27 de janeiro de 1967 (W) - 30 de janeiro de 1967 (M)                                 | 31 de agosto de 1970 (W)                                                              | Ratificação                      |
| Venezuela                | 27 de janeiro de 1967 (W)                                                               | 3 de março de 1970 (W)                                                                | Ratificação                      |
| Vietnã                   |                                                                                         | 20 de junho de 1980 (M)                                                               | Adesão                           |
| Iémen                    |                                                                                         | 1 de junho de 1979 (M)                                                                | Adesão                           |
| Zâmbia                   |                                                                                         | - 20 de agosto de 1973 (W) - 21 de agosto de 1973 (M) - 28 de agosto de 1973 (L)      | Adesão                           |

### Estado parcialmente reconhecido que obedece ao tratado
A República da China (Taiwan), que atualmente é reconhecido por 14 Estados membros da ONU, ratificado o tratado antes da Assembleia Geral das Nações Unidas de voto para transferir sede da China para os República Popular da China (RPC), em 1971. Quando o PRC posteriormente ratificado o tratado, eles descreveram a ratificação da República da China (ROC) como "ilegal". O ROC se comprometeu a continuar a cumprir os requisitos do tratado, e os Estados Unidos declararam que ainda consideram o ROC "vinculado às suas obrigações".
| Estado             | Assinado              | Depositado          | Método      |
| ------------------ | --------------------- | ------------------- | ----------- |
| República da China | 27 de janeiro de 1967 | 24 de julho de 1970 | Ratificação |

### Estados que assinaram, mas não ratificaram
Vinte e três estados assinaram, mas não ratificaram o tratado.
| Estado                         | Assinado                                                                            |
| ------------------------------ | ----------------------------------------------------------------------------------- |
| Bolívia                        | 27 de janeiro de 1967 (W)                                                           |
| Botswana                       | 27 de janeiro de 1967 (W)                                                           |
| Burundi                        | 27 de janeiro de 1967 (W)                                                           |
| Camarões                       | 27 de janeiro de 1967 (W)                                                           |
| República Centro-Africana      | 27 de janeiro de 1967 (W)                                                           |
| Colômbia                       | 27 de janeiro de 1967 (W)                                                           |
| República Democrática do Congo | - 27 de janeiro de 1967 (W) - 29 de abril de 1967 (M) - 4 de maio de 1967 (L)       |
| Etiópia                        | - 27 de janeiro de 1967 (L, W) - 10 de fevereiro de 1967 (M)                        |
| Gâmbia                         | 2 de junho de 1967 (L)                                                              |
| Gana                           | - 27 de janeiro de 1967 (W) - 15 de fevereiro de 1967 (M) - 3 de março de 1967 (L)  |
| Guiana                         | 3 de fevereiro de 1967 (W)                                                          |
| Haiti                          | 27 de janeiro de 1967 (W)                                                           |
| Santa Sé                       | 5 de abril de 1967 (L)                                                              |
| Honduras                       | 27 de janeiro de 1967 (W)                                                           |
| Irã                            | 27 de janeiro de 1967 (L)                                                           |
| Jordânia                       | 2 de fevereiro de 1967 (W)                                                          |
| Lesoto                         | 27 de janeiro de 1967 (W)                                                           |
| Malásia                        | - 20 de fevereiro de 1967 (W) - 21 de fevereiro de 1967 (L) - 3 de maio de 1967 (M) |
| Panamá                         | 27 de janeiro de 1967 (W)                                                           |
| Filipinas                      | - 27 de janeiro de 1967 (L, W) - 29 de abril de 1967 (M)                            |
| Ruanda                         | 27 de janeiro de 1967 (W)                                                           |
| Somália                        | 2 de fevereiro de 1967 (W)                                                          |
| Trinidad e Tobago              | - 24 de julho de 1967 (L) - 17 de agosto de 1967 (M) - 28 de setembro de 1967 (W)   |